# بيتر فينس
بيتر فينس (بالإنجليزية: Peter Vince)‏ هو مهندس الصوت ومنتج أسطوانات ومهندس بريطاني، ولد في يوليو 1942 في فولهام في المملكة المتحدة.

## وصلات خارجية
- بيتر فينس على موقع ميوزك برينز (الإنجليزية)
- بيتر فينس على موقع ديسكوغز (الإنجليزية)